# Divadla malých forem
Divadla malých forem jsou divadla, která na území dnešního Česka vznikala od počátku 20. století jako alternativa k oficiálnímu divadlu. Většinou se zde hrály autorské hry, často proložené písničkami, charakteristické jsou také dialogy na předscéně. Hry jsou často založeny na humoru, častá je satira a parodie.
Divadly malých forem se ve svých pracích zabývá teatrolog Vladimír Just.

## Historie
V roce 1909 byl založen kabaret Červená sedma. Působil do roku 1922. V roce 1925 vzniklo Osvobozené divadlo, které fungovalo až do roku 1938 a bylo krátce obnoveno i po druhé světové válce. Dalším významným prvorepublikovým divadlem bylo D 34 založené Emilem Františkem Burianem. Svoji inspiraci Osvobozeným divadlem netajil Jiří Suchý, který spolu s dalšími na konci 50. let založil Divadlo Na zábradlí a Semafor. Velký úspěch Semaforu inspiroval v 60. letech vznik mnoha divadel v celém Československu.
| „                                          | Poslední slib naší duchovní obnovy osvobozením kultury dalo v těch šedesátých rocích naše mladé divadelnictví, a to rozkvětem tzv. „malých forem“ a „mladých scén“. Dochází na nich, na rozdíl od „velkých“ dramatických forem a oficiálních velkých jevišť, vesměs ovládaných obrozeneckou uměleckou tradicí nejedlovské ráže socrealistickým standardem byrokratické správy, k formulaci životního pocitu mládeže, nekonformního a kritického. „Malá forma“ pracuje kabaretním výjevem, případně písňovým, pantomimou, muzikálem, groteskou „černého divadla“, divadelním experimentem, oblíbeným typem inspirace je humor a satira, žánrovým zařazením sahá od frašky po sociálně kritickou komedii. (…) Hlavní jeviště: divadlo Na zábradlí (zal. 1958 Jiří Suchý s Ivanem Vyskočilem), Semafor (zal. 1959 Jiří Suchý s Jiřím Šlitrem) aj., ještě v r. 1967 vzniklo z parodické verby J. Škvoreckého Divadlo Járy Cimrmana. (…) Ale hlavními jmény jsou zde Ivan Vyskočil, odborně psychologicky školený mixér existencialismu s groteskně nadsazeným absurdismem, a Václav Havel, který – roku 1963 „Zahradní slavností“ v divadle Na zábradlí počínajíc – razil do nejpůsobivější podstaty v řadě groteskních skečů žánr politicky angažovaného demaskačního antidramatu absurdního. | “ |
| — Václav Černý, Paměti 1945–1972, s. 476–7 | |   |

## Výběrový seznam divadel
- Červená sedma
- Osvobozené divadlo
- D 34
- Divadlo Na zábradlí
- Semafor
- Divadlo Rokoko
- Paravan
- Tatra revue
- Divadélko Pod okapem
- Divadlo Járy Cimrmana
- Studio Ypsilon
- Divadlo Husa na provázku
- Divadlo Sklep
- Skumafka